# Кульпенберг
Кульпенберг (нем. Kulpenberg — круглый, тупой конец) — гора в германской земле Тюрингия, высота 473,6 м над уровнем моря. Самая высокая вершина в районе Ратсфельд коммуны Штайнталебен в Кифхойзере в Тюрингии. Имеет плоский округлый гребень (с чем и связано название горы) высотой чуть более 20 м.
Расположена в центральной части горного массива Кифхойзер в природном парке Кифхойзер (нем. Naturpark Kyffhäuser), на северо-западе недалеко от города Кельбра (район Мансфельд-Зюдхарц) и Ратсфельдом, районом Штайнталебен (муниципалитет Кифхойзерланд), на юге и Кифхойзерским монументом на востоке. Федеральная трасса B 85 проходит около горы с севера на восток. Вокруг горы сохранились руины замка Ротенбург.
На Кульпенберге установлен триангуляционный знак первого порядка — колонна из песчаника высотой 3,7 м с надписью «Königl. Preußische Landestriangulation 1879» с устроенной над ней деревянной смотровой площадкой. Поскольку густой высокий лес мешал обзору окрестностей со смотровой площадки, гора почти не посещалась до возведения рядом с колонной из песчаника в период с 1959 по 1964 год на ней 94-метровой телебашни Кюльпенберг с двумя смотровыми площадками. Колонна из песчаника была восстановлена Государственным геодезическим управлением Тюрингии в 1999 году по случаю 120-летия Королевской прусской триангуляции 1879 года.
У подножия башни был построен ресторан самообслуживания на 400 мест, ресторан был устроен и в самой башне. Во времена ГДР телебашню посещало в среднем более 200 000 туристов в год.